# さくら銀行
株式会社さくら銀行（さくらぎんこう、英: The Sakura Bank, Limited）は、かつて東京都に存在した三井グループの都市銀行。2001年4月1日に住友グループの住友銀行と合併し、現在の三井住友銀行（SMBCグループ）となった。

## 概説
1990年4月1日に三井銀行と太陽神戸銀行が合併し、太陽神戸三井銀行（英: The Mitsui Taiyo-Kobe Bank, Limited）として発足。合併発表時に3年以内に新行名とすることが決まっていたため、桜の花びらをモチーフにしたシンボルマークから、1992年4月1日、さくら銀行に行名変更した。
存続会社は三井銀行で、統一金融機関コードも三井銀行の0002が使用されたが、本店は太陽神戸銀行東京営業部（東京堂千代田ビルディング）に置き、三井銀行の末松謙一社長が頭取、太陽神戸銀行の松下康雄頭取が会長に就任した。合併により、預金残高は第一勧業銀行に次ぐ2位、貸出金、店舗数、従業員数はいずれも国内最大となった。

## 沿革
- 1990年4月1日 - 三井銀行が太陽神戸銀行を合併、商号を株式会社太陽神戸三井銀行に変更。
- 1992年4月1日 - 株式会社さくら銀行に商号変更。
- 1994年4月1日 - 第1回優先株式（1,000億円）を日本の金融機関として初めて発行。
- 1994年10月19日 - さくら証券を設立。
- 1995年12月28日 - さくら信託銀行を設立。
- 1996年6月6日 - わかしお銀行を設立（太平洋銀行の受皿銀行）。
- 1996年10月1日 - 第2回優先株式（1,500億円）を発行。
- 1998年4月13日 - 田辺信用組合から預金および正常債権等を譲り受け。
- 1999年3月1日 - コンビニバンキング@BANKの展開を開始。
- 1999年10月14日 - 住友銀行と統合を前提とした全面提携を発表。
- 2000年6月8日 - さくらローンパートナーを設立。
- 2000年6月9日 - みなと銀行をグループ化する方針を発表（7月25日にTOBが成立し連結子会社化）
- 2000年9月19日 - ジャパンネット銀行（現・PayPay銀行）を設立。
- 2001年4月1日 - 住友銀行に合併し解散。住友銀行は三井住友銀行となる。

## 合併の経緯
1948年10月1日帝国銀行の2分割により発足した（新）帝国銀行は、1954年1月1日に三井銀行に行名復帰したものの、三井グループの再結集が遅れたことや店舗数の絶対的不足により、大衆化に乗り遅れ、中位行が定位置となっていた。そのため、三井物産に対する十分な融資ができず、富士銀行と並列状態になり、三井グループ内企業からの批判も大きかった。小山五郎社長時代から資金量の拡大は悲願となり、1988年6月に就任した末松謙一社長も「三井銀行は中位行でありながらユニバーサルバンクでしか生きられない。それには何といっても量的規模の拡大しかない」と語り、合併を前提とした将来像を描いていた。合併相手としては、三井銀行と同等か下位行が望ましく、最終的に選んだのが同じ中位行の太陽神戸銀行であった。

## 合併後
発足時に他の上位行より約1万人多い従業員数、当時の日本企業で最多数になる役員数74人（取締数66人、監査役8人）、相談役8人に象徴されるように、合併により人件費や物件費が増加し、収益は伸び悩んだ。本部組織の縮小や店舗の統廃合（1994年4月までに69店）が行われたが、どのポストも旧行を同数にするバランス人事や旧行の取引先区分が残り、他行のような思い切った不良債権処理がやりにくいといった合併行の弊害も指摘された。また、バブル経済の崩壊に伴う株価下落で有価証券の含み益が減少し、1992年3月期決算で都市銀行で唯一、BIS規制基準8%を達成できず、永久劣後債の発行に踏み切った。
1994年6月29日、末松頭取が代表権のある会長に退き、橋本俊作副頭取（旧太陽神戸銀行出身）が頭取に昇格した。松下会長は相談役となり、12月17日付で日本銀行総裁に就任した。この人事は旧行の出身者が交互に頭取に就任する「たすき掛け」で行内の融和が配慮された。しかし、経営環境は依然と厳しく、1995年3月期決算への影響はなかったが、1995年1月17日に発生した阪神・淡路大震災で5支店2出張所が激しい損傷を受けた他、社宅や寮などが多数被害を受けた。アポロリース、タテホ化学工業、フジタ、三井建設などの経営再建問題、店舗の統廃合、旧行の派閥対立など課題が山積する中、1996年3月期決算で、住専向け不良債権処理により赤字となった。
1997年6月1日、末松会長と橋本頭取が退任し、岡田明重専務（旧三井銀行出身）が頭取に、高崎正弘専務（旧太陽神戸銀行出身）が会長に就任、副頭取2名はいずれも旧三井銀行出身者が就任し、旧三井銀行主導の経営を鮮明にした。しかし、同年12月に三井グループの食品商社東食が会社更生法の適用を申請するに至り、経営や財務内容に対して厳しい目が向けられるようになった。このため、内外の資産の圧縮や店舗の統廃合や従業員削減を中心とするリストラ策が計画された。課題であった旧太陽神戸銀行の不採算取引の整理の一環として、あさひ銀行との店舗交換が1997年3月から行われ、旧太陽神戸銀行の不採算店舗12店を譲渡した。
1998年3月31日、金融安定化法に基づく公的資金（永久劣後債1,000億円）を導入した他、8月31日増資構想を記者会見で発表、三井グループ企業や生命保険会社に引受を要請し、第三者割当増資による普通株式発行（1998年12月25日に約862億円）と海外子会社の優先株式発行（1998年12月24日に約2,588億円および1999年3月30日に250億円）を実施した。増資により財務基盤を強化するとともに、重点分野であるリテール事業への取組みを推進するため、エーエム･ピーエム･ジャパンと提携し、am/pmの店舗内へのさくら銀行のATMの出店によるコンビニバンキング（後にコーナー名称を＠BANK（アットバンク）と命名）を開始した他、個人ローン事業のさくらローンパートナー、日本初のインターネット専業銀行のジャパンネット銀行（現・PayPay銀行）を設立した。
1999年10月14日、住友銀行との統合を前提とした全面提携を発表。2000年5月22日、合併後の新行名を三井住友銀行とすることが発表された。三井の名称が復活し、さくらの名称は行名から消滅することとなった。さくらの名称は、 旧神戸銀行系のソフトウェア会社であるさくらケーシーエス、旧三井銀行系及び太陽銀行系のソフトウェア会社が合併して発足したさくら情報システムに残されている。
本店が置かれていた東京堂千代田ビルディングには引き続き三井住友銀行九段営業部が入居したがその後撤退し、代わって2003年3月にあおぞら銀行（旧日本債券信用銀行）が旧日債銀本店ビルの老朽化や再開発に伴い本店を移転した。2017年に上智大学四谷キャンパス6号館（「ソフィアタワー」）が完成するとあおぞら銀行本店はソフィアタワーに移転し、2023年現在はリニューアル工事を経て、NTTデータ系列の日本電子計算の本社ビルとして使用されている。
さくらフレンド証券は、2000年4月1日親密証券会社の山種証券と神栄石野証券が合併して発足した。2003年4月1日旧住友銀行の親密証券会社の明光ナショナル証券と合併しSMBCフレンド証券となった。
さくら証券は、2001年4月1日大和証券SBキャピタル・マーケッツに営業譲渡された。
さくら信託銀行は、2001年6月28日全株式を中央三井信託銀行に譲渡した。
さくらカードは、JCBカード事業の存続会社として運営されたが、2016年4月1日セディナと合併した。

## キャラクター

### イメージキャラクター
1991年1月1日から銀行のテレビCMが解禁される状況を踏まえ、前年秋、マルチタレントとして活躍しているジュリー・ドレフュスをイメージキャラクターに起用。1992年4月の行名変更の際には、同年3月末から4月上旬にかけ、ドレフュスの出演する行名変更を告知するTVCMが関東・関西の民放で集中的に放映された。
1998年2月から広末涼子をイメージキャラクターに起用した。

### マスコットキャラクター
太陽神戸三井銀行時代のキャラクター通帳等のマスコットキャラクターは、太陽神戸銀が採用していたサンリオによるエディ&エミィ、三井銀が採用していたくまのパディントンがそのまま併用されていたが、2年間の準備期間を経た行名変更に合わせ、マスコットキャラクターは一新された。「パラサ&ディンキーダイノス」という恐竜のオリジナルキャラクターが登場し、通帳やキャッシュカード、ノベルティとして用意された貯金箱等に登場した。1999年2月1日からドラえもんを新キャラクターに起用した。

## 主な融資系列
旧三井銀行
二木会加盟企業、東京電力、ソニー、イトーヨーカ堂、トヨタ自動車、野村證券、鐘紡
旧太陽神戸銀行
ダイエー、ミノルタカメラ、アシックス、ミドリ十字、グローリー、ノーリツ、山陽電気鉄道、日本精化